# Erkin
Az csor és az erkin régi türk méltóságnév. Amikor a nyugati türkök 635 körül átszervezték törzseiket, számukat nyolcról tízre emelték, két szárnyra (5-5) osztva őket. A keleti, azaz bal szárny törzseit egy-egy csor vezette, míg a nyugati azaz jobb szárny törzseit egy-egy erkin.
A besenyők törzsnevei között felbukkanó értém (Ἠρτἠμ), vélhetően nincsen kapcsolatban az ótörök erkin kifejezéssel. Törzseik nevét a besenyők – egyetlen kivétellel (Iabdiertim: Ἰαβδιερτὶμ) – egy-egy lószín és egy-egy méltóság nevének összekapcsolásával hozták létre.
Tonuzoba fia Urkund nevének eredete – Györffy György szerint – az erkin méltóságnév.
Az Örkény nemzetség neve feltételezhetően személynéven – valószínűleg Urkundén – keresztül szintén az erkin méltóságnévre megy vissza.